# Hardanger

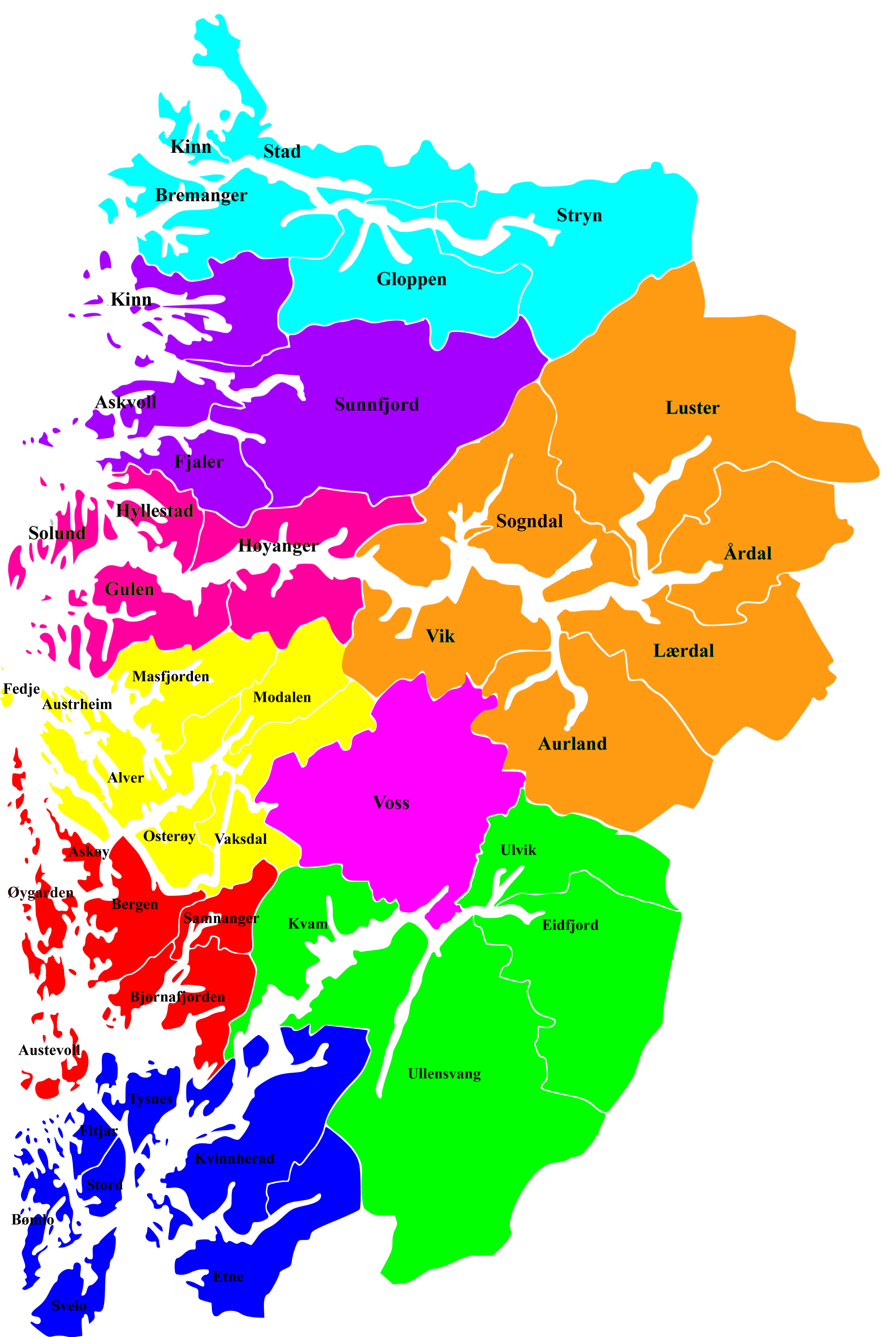
Landskap i Vestland fylke. Hardanger är markerat med grön färg.

Hardanger är landskapet längs och omkring Hardangerfjorden i Vestland fylke i västra Norge. Området börjar i Kvinnherad i väster och följer fjorden in till tätorten Eidfjord i öster och söderut längs Sørfjorden. 
Hardanger omfattar kommunerna Kvam, Ulvik, Eidfjord och Ullensvang.
Hardanger är känt för sin dramatiska natur med fjäll, glaciärer, forsar och fjordar. Detta har under alla år lockat såväl turister som konstnärer till området.
Hardanger är också känt för sina fruktodlingar. Man tror att det var brittiska munkar som påbörjade fruktodlingen här redan på 1300-talet. I Hardanger odlas äpplen, päron, plommon och körsbär. Totalt ca 40 % av all norskodlad frukt kommer från Hardanger. 